# Hakea marginata
Hakea marginata är en tvåhjärtbladig växtart som beskrevs av Robert Brown. Hakea marginata ingår i släktet Hakea och familjen Proteaceae. Inga underarter finns listade i Catalogue of Life.